# Manfred Schubert
Manfred Schubert (født 27. april 1937 i Berlin, Tyskland - død 10. juni 2011) var en tysk komponist, dirigent, pianist, violinist, lærer og kritiker.
Schubert studerede klaver og violin som barn, men studerede senere komposition hos Fritz Reuter (1955-1960). Han studerede videre på  Akademie der Künste (1960-1963) i Berlin. Schubert underviste senere i komposition på Hochschule für Musik "Hanns Eisler“ i Berlin (1984-1985), og var dirigent hos Staatskapelle i Berlin (1978). Han var også musikkritiker på Berliner Zeitung (1962-1990). Han har skrevet en symfoni, orkesterværker, kammermusik, koncertmusik, instrumentalværker, og vokalmusik etc. Arbejdede fra (1963) som freelance komponist.

## Udvalgte værker
- Symfoni nr. 1 (1979-1982) - for orkester
- Orkestermusik 66 (1966) - for orkester
- Koncert (1988) - for 2 violiner og orkester
- Suite (1966) - for orkester
- Divertimento (1970) - for orkester
- Klarinetkoncert (1971) - for klarinet og orkester